# Alexandre Adler
Alexandre Adler (Paris, 23 de setembro de 1950 – 18 de julho de 2023) foi um historiador, jornalista e especialista em geopolítica contemporânea, na ex-URSS e no Oriente Médio. Ele foi um Cavaleiro da Ordem de Honra (2002). Quando jovem era Maoísta e posteriormente filiado ao Partido Comunista Frances (PCF), ele mudou para a direita no final da década de 1970 e, desde então, tornou-se próximo dos neoconservadores americanos, assim como sua esposa Blandine Kriegel (filha do comunista Maurice Kriegel-Valrimont). Adler foi conselheiro de Roger Cukiermann, presidente do Conselho de Representantes das Instituições Sucessivas da França (CRIF), e do Conselho Representativo das Instituições Judaicas da França.

## Biografia
Nascido em 1950 em Paris, em uma família judaica-alemã, que sobreviveu à Segunda Guerra Mundial e ao Holocausto, Adler se formou em História pela École Normale Supérieure (1969-1974). Dirigiu o Presidente de Relações Internacionais da Faculdade Interarmia de Defesa do Ministério da Defesa da França (1992-1998), onde continuou sendo professor de ensino superior militar.
Depois de colaborar com o diário francês Libération (1982–1992), Adler tornou-se diretor editorial do Courrier International (1992–2002), uma seleção semanal de artigos importantes da imprensa internacional. Adler serviu como editorialista do diário francês Le Monde e colaborou com vários semanários franceses, incluindo Le Point e L'Express. Fez parte do conselho editorial do diário francês conservador Le Figaro.
Adler morreu em 18 de julho de 2023, aos 72 anos, no Hôpital européen Georges-Pompidou em Paris.

## Posições
Adler foi um dos raros intelectuais franceses a defender a candidatura de George W. Bush contra Al Gore durante as eleições presidenciais de 2000. Ele qualificou o movimento altermondialista como "inimigo da liberdade" e apoiou a guerra no Afeganistão e a Guerra do Iraque. Às vezes, suas posições levaram a polêmicas, como a qualificação do jornalista de rádio da France Inter Daniel Mermet como "jornalista Brejnevian", chefe do jornal Politis Bernard Langlois como "jornalista repugnante" ( jornalista repugnante ) e Rony Brauman, ex-presidente de Médicos Sans Frontières France como um "traidor judeu" por causa de suas críticas a Israel e às políticas dos EUA.

## Previsões
Adler previu a grande vitória de John Kerry sobre George Bush durante a eleição presidencial de 2004. Um mês antes do início das operações contra o Iraque, ele declarou a Le Figaro (8 de março de 2003): "A guerra pode não ter lugar". Após as eleições gerais italianas de 2001, vencidas por Silvio Berlusconi, ele declarou primeiro que a vitória do líder da Forza Italia era uma "catástrofe moral ... Pode-se abordar as figuras de Mussolini e Berlusconi", antes de afirmar, três semanas depois:" A vitória total de Berlusconi finalmente permitirá erradicar a Liga [do norte] ... É em si uma vitória da democracia".

## Publicações
- L’URSS et nous, Paris, Les Éditions sociales, 1978
- L’Internationale et le genre humain com Jean Rony, Paris, Mazarine, 1980
- Pour l’amour du peuple : un officier de la Stasi parle, Paris, Albin Michel, 1999
- Le Communisme, Paris, PUF, coll. "Que sais-je ?", 2001
- J’ai vu finir le monde ancien, Paris, Grasset, 2002 (Prix du livre politique 2003)
- Au fil des jours cruels : 1992-2002, Paris, Grasset, 2003, (crônicas)
- L’Odyssée américaine, Paris, Grasset, 2004
- Comment sera le monde en 2020 ? (O Novo Relatório da CIA), 2005
- Rendez-vous avec l'Islam, 2005
- Sociétés secrètes, Paris, Grasset, 2007
- Le jour d’après est un monde qui joue, Genève, Éditions Romandes, 2008
- Comment sera le monde en 2025 ? (O novo relatório da CIA), Paris, Robert Laffont, 2009
- Le monde est un enfant qui joue, Paris, Grasset, 2009
- Berlin, 9 novembre 1989 : la chute, Paris, XO Éditions, 2009
- Le Big bang et après ? com Marc Fumaroli, Blandine Kriegel et Trinh Xuan Thuan, Paris, Albin Michel, 2010
- Le Peuple-monde : destins d'Israël, Paris, Albin Michel, 2011
- Éthique de l’après, Paris, Grasset, 2011
- Le Monde après Ben Laden, Paris, Grasset, 2011
- Où va l’Amérique d'Obama ?, com Hervé de Carmoy, Paris, PUF, 2011
- Le Roman du siècle rouge, com Vladimir Fédorovski, Paris, Le Rocher, 2012
- Le Jour où l’histoire a recommencé, Paris, Grasset, 2012
- Quand les Français faisaient l’histoire, Paris, Grasset, 2014
- Le Califat du sang, Paris, Grasset, 2014
- J'ai vu le soleil se lever, Paris, Le Rocher, 2014
- L’Invisible et la science com Patricia Darré, Paris,Robert Laffont, 2014
- Daech: l’équation cachée com Ardavan Amir-Aslani, Paris, L'Archipel, 2016
- Je me suis levé comme un soleil, Paris, Grasset, 2016
- La Chute de l’empire américain, Paris, Grasset, 2017
- Le temps des apocalypses, Paris, Grasset, 2018
- Celui qui le dit le sera, Paris, Éditions Tierce, 2020